# Cletrac Peak
Der Cletrac Peak ist ein markanter und 745 m hoher Berg mit steilen Flanken im Grahamland im Norden der Antarktischen Halbinsel. An der Nordenskjöld-Küste ragt er unmittelbar nördlich des Muskeg Gap im nordwestlichen Winkel des Larsen Inlet auf.
Vermessungen durch den Falkland Islands Dependencies Survey zwischen 1960 und 1961 dienten seiner Kartierung. Das UK Antarctic Place-Names Committee benannte den Berg am 12. Februar 1964 nach dem Cletrac-Traktor der Cleveland Tractor Company, der in Antarktika erstmals erfolgreich bei der zweiten Antarktisexpedition (1933–1935) des US-amerikanischen Polarforschers Richard Evelyn Byrd zum Einsatz kam.